# 20世紀・家族の歳月
20世紀・家族の歳月（にじっせいきかぞくのさいげつ）は、1999年8月9日から2000年8月11日までNHK BS1で放送されたテレビ番組である。絆を守って歩んできた家族の軌跡を通して、20世紀を生きた日本人を見つめるドキュメンタリー番組である。

## 放送リスト
| 回 | タイトル                                         | 放送日時      | 放送日時        |
| -- | ------------------------------------------------ | ------------- | --------------- |
| 1  | 沖縄に眠る父と 大田中将・遺児11人の戦後          | 1999年8月9日  | 月曜23:00-24:00 |
| 2  | わが子は3700人 田内家3代・韓国の孤児と歩む       | 1999年8月10日 | 火曜23:00-24:00 |
| 3  | ジイチャンが生きたアメリカ 日系人・尾崎家の100年 | 1999年8月11日 | 水曜23:00-24:00 |
| 4  | 娘たちは海を渡った 西村伊作・自由教育の夢        | 2000年8月9日  | 水曜23:00-24:00 |
| 5  | もやいの海 水俣・杉本家の40年                    | 2000年8月10日 | 木曜23:00-24:00 |
| 6  | 昔の綾子 中国に生きた日本人女性                  | 2000年8月11日 | 金曜23:00-24:00 |